# Маслов, Сергей Владимирович (Герой Российской Федерации)
Сергей Владимирович Маслов (род. 3 декабря 1960, Тогур, Томская область) — советский и российский военный лётчик, лётчик-испытатель Государственного лётно-испытательного центра Министерства обороны имени В. П. Чкалова, полковник. Герой Российской Федерации (9 апреля 2008 года).

## Биография
Сергей Маслов родился 3 декабря 1960 года в поселке Тогур Колпашевского района Томской области. Окончил местную школу и военное училище, в звании лейтенанта начал службу в Центральной Группе Советских Войск (ЦГСВ), дислоцировавшейся в Чехословакии. В 1986—1987 годах служил в Афганистане. В качестве командира вертолета Ми-24П совершил 368 боевых вылетов: действовал против вражеских формирований, сопровождал и прикрывал разведгруппы, эвакуировал раненых. За эти действия был награжден орденом «Красной Звезды».
С сентября 1995 года Маслов находится на лётно-испытательной работе в Государственном лётно-испытательном центре имени В. П. Чкалова. На его счету проведение полного цикла государственных испытаний боевого вертолёта Ми-28Н в ночных условиях, а также большой объём испытаний по отработке вооружения боевого вертолёта Ми-28 и ряд других испытательных работ на вертолётах.
9 апреля 2008 года, указом президента Российской Федерации, за мужество и героизм, проявленные при испытании новой авиационной техники, полковнику Маслову было присвоено звание Героя Российской Федерации с вручением медали «Золотая Звезда».
По состоянию на 2021 год Сергей Маслов продолжает службу и живёт в посёлке Чкаловский Московской области, расположенном в черте города Щёлково.

## Награды
- Герой Российской Федерации (9 апреля 2008 года, медаль № 905)[3]
- Орден Красной Звезды (1987)